# サンダーフォースII
『サンダーフォースII』は1988年10月に発売されたX68000用ソフトであり、サンダーフォースシリーズ第2作目に当たる。
X68000版発売の翌年には、メガドライブ用ソフト『サンダーフォースII MD』（以下：メガドライブ版）が発売された。
本作は前作『I』のシステムに加え、当時流行していた『グラディウス』や『R-TYPE』といったパワーアップ型横スクロールシューティングの要素を取り入れ、8方向任意スクロールと横スクロールが混在したゲームシステムとなった。
海外のみのメガドライブ（GENESIS）互換アーケード筐体である『SEGA MEGA-TECH SYSTEM』の専用カートリッジにも1989年に『サンダーフォースII』としてラインナップされており、『サンダーフォースAC』よりも先にアーケードデビューした形となる。なお、内容やカートリッジの形状はメガドライブのものと同じだが、ピンアサイン等の仕様がメガドライブ（GENESIS）と異なり家庭用では起動できない。
2021年12月17日より、メガドライブ版が『セガ メガドライブ for Nintendo Switch Online』にて配信開始。

## ストーリー
皇帝カウ・スが率いるオーン帝国の超兵器「戦闘要塞プレアレオース」により、銀河連邦最高の防衛力を誇る惑星レダが突如消滅した。銀河連邦軍は惑星ネピュラの空間ドックにいるプレアレオース破壊作戦「サンダーフォースII」を発動した。
ファイヤー・レオの後継機にあたる複座型特殊戦闘爆撃機FIRE LEO-02 "EXCELIZA"（エクセリーザ）が開発され、銀河連邦軍のエースパイロットであるライド・A・ジュピター大尉がパイロット、ディアナ・リーン少尉がナビゲーターとしてそれぞれ搭乗し、戦いに挑む。
そして、エクセリーザは、惑星ネピュラの第5層の空間ドッグに駐留しているプレアレオースを破壊する。

## システム
本作の操作体系は8方向移動と2ボタン（ショット、武器切り替え）である。
本作より、アイテム回収によるパワーアップ要素が追加された。獲得した装備はボタンでいつでも切り替えることが可能。自機が撃墜された際に利用していたパワーアップは全て失う。難易度設定も可能になり、EASY・NORMAL・HARD・VERY HARDの4段階となっている。
全6ステージ構成。ステージが二部構成となっているのが特徴で、前半が前作同様の任意8方向スクロールのトップビュー（ステージ内の巨大地上物ディフェンサーを全て破壊することで、後半へ進む）、後半が強制横スクロールのサイドビューとなっている（最終ステージは前半、後半共にトップビュー）。トップビューのステージに比べ、サイドビューのステージは難易度が高い。トップビューステージは目標物を破壊しないことで永久プレイが可能なため、ステージクリア時間に応じたボーナス点が入るようになっている。
一方、メガドライブ版は容量の違いにより、X68000版のステージ3前半とステージ4後半がカットされているが、MD版ではトップビュー（奇数面）とサイドビュー（偶数面）を別々の面としてカウントしているため、表記自体は全9ステージとして扱われている。
また、操作体系が3ボタン制となり、ショット以外の二つのボタンで武器を左右に切り替える事が可能となった。加えて、全体的な難易度が下げられており、難易度設定もTRAINING・NORMAL・HARDの3段階に減少している。
このほかにも、グラフィックの調整や一部武装の差し替えが施されているほか、X68000版ではトップビューで表示可能だった全体マップが削除されている。

### 武器説明
武装名の左の文字はX:X68k版専用、M:メガドライブ版専用の武装であることを示し、説明文の左の文字は、T:トップビュー面、S:サイドビュー面、での性質を指す。
| タイプ   | 武装名      | 武装名                      | 説明 | 説明 |
| -------- | ----------- | --------------------------- | --- | --- |
| 攻撃     | TWIN SHOT   | TWIN SHOT                   | 標準装備の前方2連ショット。 | 標準装備の前方2連ショット。 |
| 攻撃     | LASER       | LASER                       | T | 途切れなく発射される貫通力の高いレーザー。アイテムを取得する事により、ツインショットと入れ替わる。                                                              |
| 攻撃     | LASER       | LASER                       | S | 貫通力の高い2連レーザー。アイテムを取得する事により、ツインショットと入れ替わる。                                                                               |
| 攻撃     | BACK FIRE   | BACK FIRE                   | 標準装備の前後方向単発ショット。 | 標準装備の前後方向単発ショット。 |
| 攻撃     | WIDE SHOT   | WIDE SHOT                   | T | 自機の前3方向と後方にショットを発射する。アイテムを取得する事により、バックファイヤーと入れ替わる。                                                             |
| 攻撃     | MEGA FLASH  | MEGA FLASH                  | S | 自機の前3方向と後ろ2方向にショットを連射する。アイテムを取得することにより、バックファイヤーと入れ替わる。                                                      |
| 攻撃     | HUNTER      | HUNTER                      | T | 自動追尾攻撃。対地弾が撃てなくなる。 |
| 攻撃     | HUNTER      | HUNTER                      | S | 自動追尾攻撃。 |
| 攻撃     | FIVE WAVE   | FIVE WAVE                   | T | 前方に5発の波状弾を発射する広範囲攻撃。 |
| 攻撃     | DESTROY     | DESTROY                     | T | 前方3方向に対地弾を発射する。代わりに、対空弾が弱体化する。 |
| 攻撃     | X           | MCM (Manual Control Missle) | T | 自機と同じ動きを取るミサイル。 |
| 攻撃     | M           | CLASH                       | T | 連なった4つのリング弾を発射する。 |
| 攻撃     | WAVE SHOT   | WAVE SHOT                   | S | ノーマルショットと共に放たれる波状弾。 |
| 攻撃     | X           | ATOMIK                      | S | 前方にノーマルショット、斜め上下へミサイルを発射する。 |
| 攻撃     | X           | SIDE WINDER                 | S | 前方へ高速連射されるミサイル。 |
| 攻撃     | M           | SIDE BLASTER                | S | 前方にノーマルショット、上下に波状弾を発射する。 |
| 攻撃     | M           | NOVA                        | S | 前方にノーマルショット、移動方向の逆にリング弾3発を発射する。                                                                                                   |
| 攻撃補助 | CLAW ↓ ROLL | CLAW ↓ ROLL                 | 敵弾を打ち消すことが可能な、自機の周りを回転するユニット。外殻があり、自機の爆破時以外は破壊されない。2個まで装備可能で、ノーマルショットによる援護攻撃も行う。 | 敵弾を打ち消すことが可能な、自機の周りを回転するユニット。外殻があり、自機の爆破時以外は破壊されない。2個まで装備可能で、ノーマルショットによる援護攻撃も行う。 |
| 攻撃補助 | CLAW ↓ ROLL | CLAW ↓ ROLL                 | 一定時間、クローの時速が2.5倍になる。 | |
| 防御     | BREAKER     | BREAKER                     | シールドのプロトタイプであり、一定時間無敵状態になる。 | シールドのプロトタイプであり、一定時間無敵状態になる。 |

### ステージ構成
（以下はメガドライブ版のステージ構成の説明となる）
惑星ネピュラは5層構成となっており、トップビュー（奇数面）とサイドビュー（偶数面）で構成された1つの層をクリアするたびに地下へと進む。
| 層    | 面 | ステージ名       | BGM                                 | ボス                         | ボスBGM                       |
| ----- | -- | ---------------- | ----------------------------------- | ---------------------------- | ----------------------------- |
| 第1層 | 1  | 惑星ネピュラ上空 | Knights of legend 伝説の騎士たち    | ZCS（ゼシーズ）              | Big na okata 1 ビッグな御方 1 |
| 第1層 | 2  | 敵機発着ポート   | A ray of hope 一筋の希望            | ZCS（ゼシーズ）              | Big na okata 1 ビッグな御方 1 |
| 第2層 | 3  | 地下都市上空     | EXCEED 超過                         | ビック・エレファント         | Big na okata 2 ビッグな御方 2 |
| 第2層 | 4  | ハイウェイ       | Cruise control クルーズコントロール | ビック・エレファント         | Big na okata 2 ビッグな御方 2 |
| 第3層 | 5  | 洞窟             | take strict precautions 警戒        | ガイヤ・ビースト             | Big na okata 3 ビッグな御方 3 |
| 第3層 | 6  | 廃棄パイプ内     | A cloud of dust 砂塵                | ガイヤ・ビースト             | Big na okata 3 ビッグな御方 3 |
| 第4層 | 7  | 古代遺跡         | Illusion 幻影                       | ヒューマノイド・ハンター     | Big na okata 5 ビッグな御方 5 |
| 第4層 | 8  | 遺跡内部         | Death face's                        | ヒューマノイド・ハンター     | Big na okata 5 ビッグな御方 5 |
| 第5層 | 9  | 空間ドッグ       | an irrevocable dream 帰らぬ夢       | 超兵器戦闘要塞プレアレオース | Big na okata 6 ビッグな御方 6 |

## 開発
本作の音楽は、それまでの多くのテクノソフト作品でも作曲を担当していた大谷智巳が担当した。

### メガドライブへの移植
メガドライブへの迅速な移植は、アーケード版と遜色ない完成度を持つ『グラディウス』が付属したX68000が前年に発売されたのに加え、X68000版『II』の開発のノウハウが生かされたことによって成功した。
また、メガドライブに移植されている音源チップYM2612がPC-8800シリーズの後期型に搭載されていたYM2608と同系統だったことも、『サンダーフォースII MD』の開発に役立てられた。

## 関連商品
- TECHNO SOFT GAME MUSIC COLLECTION VOL.1 「Illusion」（TCS-0001） 税込1,500円。
  - 『サンダーフォースII』のアレンジBGMを収録。

## 反響
X68000初期のソフトで、強力なグラフィック機能を活かした3重スクロールの美しい画面や派手なサウンド、女性の音声をエフェクターで加工したサンプリングなどが注目を浴び、本作はX68000初のオリジナルシューティングゲームとしてヒットを記録した。
また、メガドライブ版はアーケードゲーム並みの完成度の高さがメガドライブのユーザー達を引きつけ、こちらもヒット作となった。
本作の開発スタッフの一人であった新井直介は、作品への反応を知る手立てが雑誌での評価やユーザーからのアンケートはがきに限られていたとしたうえで、メガドライブ版発売後にはテクノソフトに大量のハガキが届いたと、ファミ通とのインタビューの中で振り返っている。
また、メガドライブの製造元であるセガの社長だった佐藤秀樹は、2016年の『セガ3D復刻アーカイブス3 FINAL STAGE』のステージイベントにて、「ある意味テクノソフトさんがメガドライブを育てたんじゃないかと思います」と語った。
メガドライブ版の大ヒットを機に、テクノソフトはPC用ゲームのソフトハウスから、メガドライブ用ゲームの開発会社へと方針を切り替えた。

### 評価
ファミ通において、メガドライブ版は40点満点中28点がつけられた
イギリスのゲーム雑誌・ミーンマシンにおけるメガドライブ版のスコアは82%である。同誌のレビュアーの一人であるマット（Matt）は、「『II』はすごく楽しめる、しばらくの間は。だけどプレイが非常に限られているから、すぐに飽きちゃうだろう」（Thunderforce II is great fun - for a while. But I think you'll get bored with it fairly quickly, as the gameplay is quite limited.）と述べており、2種類のスクロールセクションがあるというシステムを評価しつつも、メガドライブの可能性を広げるようなものではないとしている。また、マットはサウンドを評価しつつも、グラフィックについては改善の余地があるとしている同誌のもう一人のレビュアーであるジュリアンも、重厚なサウンドを評価する一方で、グラフィックがいまいちだったと、マットと同じ意見を述べている。